# Wolfgang Kirmse
Wolfgang Kirmse  (* 26. Juni 1930 in Frankfurt am Main) ist ein deutscher Chemiker und ehemaliger Hochschullehrer für Organische Chemie an der Ruhr-Universität Bochum (Organische Chemie II).
Kirmse studierte ab 1948 Chemie in Frankfurt und Mainz, wurde 1955 in Frankfurt bei Leopold Horner promoviert und habilitierte sich 1959 in Mainz (Reaktionen mit Carbenen und Iminen als Zwischenstufen: Zur photochemischen und thermischen Umwandlung organischer Stickstoff-Verbindungen). 1959/60 war er an der Yale University bei William von Eggers Doering.  Er war ab 1964 außerordentlicher und ab 1967 ordentlicher Professor in Marburg und ab 1970 an der Ruhr-Universität Bochum.
Er befasste sich mit reaktiven Zwischenprodukten, Carbenen, Carbokationen, Umlagerungsreaktionen und Reaktionsmechanismen und mit Verbindungen mit kleinen Ringen und Brücken.
1987 erhielt er die Adolf-von-Baeyer-Denkmünze.

## Schriften
- Carbene, Chemie in unserer Zeit, Dezember 1969
- Carbene Chemistry, Academic Press 1971 (2. Auflage von : Wolfgang Kirmse, Carbene, Carbenoide und Carbenanaloge, Chemische Taschenbücher 7, Verlag Chemie 1969)
- Rearrangements of Carbokations - Stereochemistry and Mechanism, Topics in Current Chemistry, Band 80, 1979, S. 128
- Metastable Norbornyl Cations, Acc. Chem. Res., Band 19, 1986, S. 36
- mit T. W. Bentley, B. Goer: Factors influencing the relative stabilities of bridged carbocations, J. Organ. Chem., Band 53, 1988, S. 3066
- mit K. Kund: Intramolecular generation of Oxonium Ylides from functionalized Acrylcarbenes, J. Am. Chem. Soc., Band 111, 1989, S. 1465